# Teoría del ímpetu

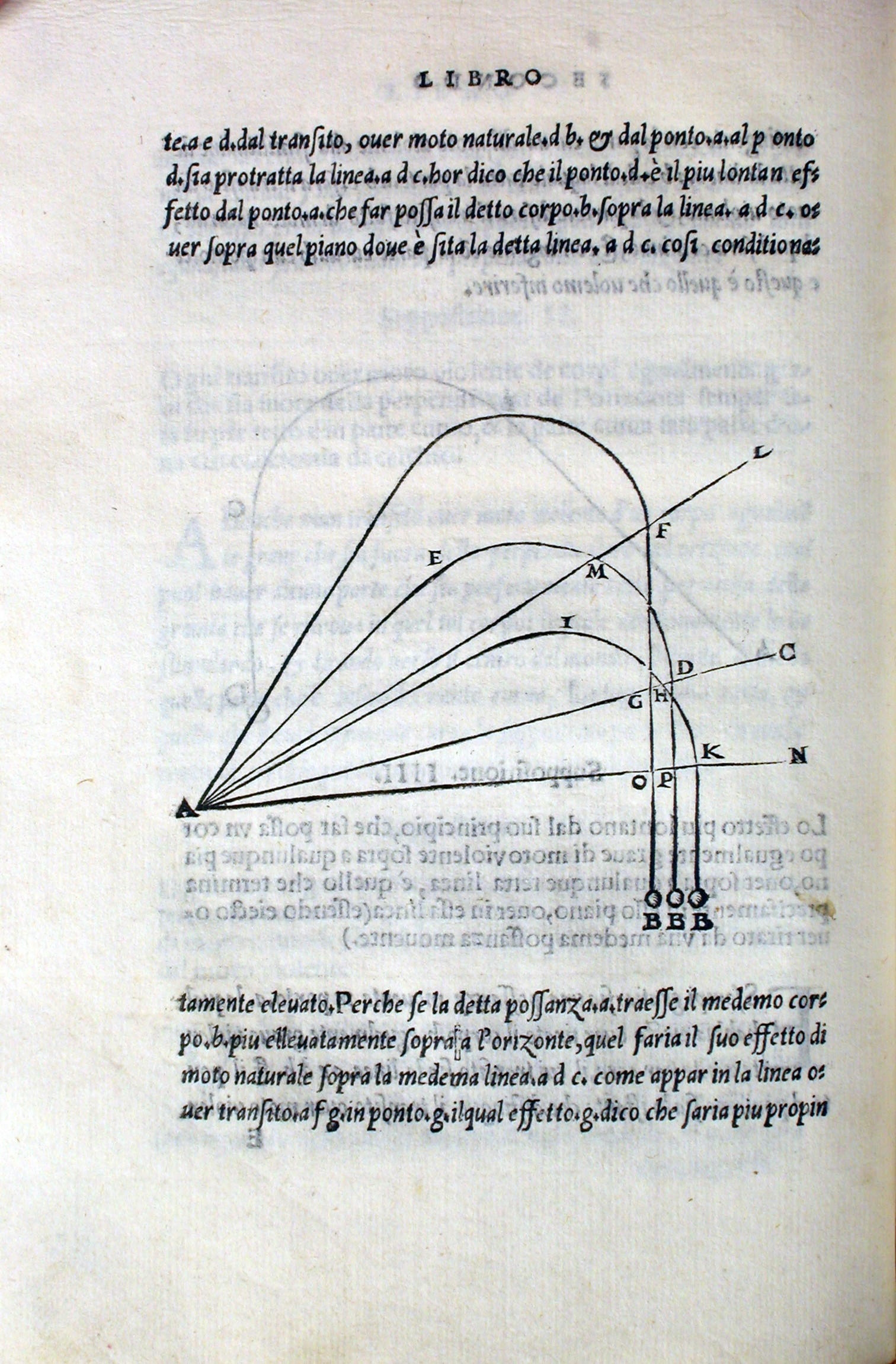
Curvas balísticas de Tartaglia. Ilustración de una edición de 1606 de su obra.

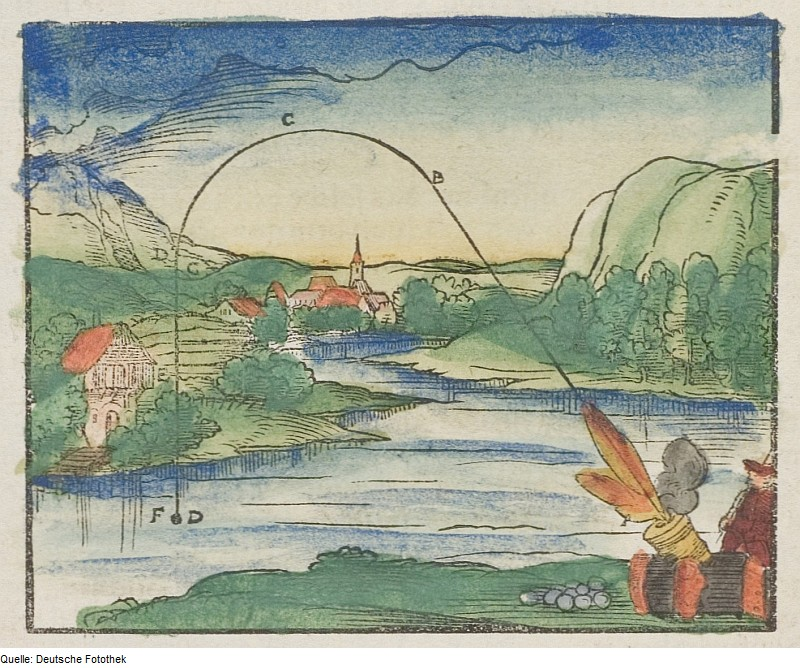
Balística. Walther Hermann Ryff. 1547. Hipótesis de la trayectoria de las balas de cañón de la época.

La teoría del ímpetu fue una teoría de la física aristotélica presentada inicialmente para explicar el movimiento de un proyectil contra la gravedad. Fue introducida por el teólogo cristiano Juan Filópono en el siglo VI y desarrollada por Alpetragio a finales del siglo XII. La teoría es el precursor intelectual de la inercia, el impulso y la aceleración en la mecánica clásica.

## Desarrollo de la teoría

### Física aristotélica
Según Aristóteles, hay dos tipos de movimiento, el movimiento natural que devuelve los objetos a sus lugares de origen y el movimiento violento, impulsado por un objeto a otro. Así, la piedra cae porque regresa naturalmente a su lugar de origen, la tierra. Mientras que el fuego se eleva porque su lugar de origen es aire. Por otro lado, cualquier objeto a mover debe ser movido por una acción, detener la acción hace que el objeto se detenga.
Entonces surge la pregunta de por qué una piedra lanzada al aire continúa su movimiento antes de caer de nuevo. Aristóteles explica esto por el hecho de que la piedra que se mueve deja un vacío detrás de ella, un vacío que se llena de aire y que contribuye a empujar la piedra hacia adelante.

### Teoría de Filópono
Esta última explicación será puesta en duda, primero en Alejandría y luego durante la Edad Media, y dará lugar a otra explicación, la del ímpetu. Según esta teoría, la acción inicial realizada sobre la piedra le comunica un ímpetu, y es este ímpetu el que sostiene el movimiento. El ímpetu pierde gradualmente su fuerza debido a la penetración de la piedra en el medio aéreo, y una vez que este impulso se agota, la piedra asume su movimiento natural y cae.
Entre los eruditos que desarrollaron esta teoría del ímpetu, se puede citar a Juan Filópono, filósofo de la Escuela neoplatónica de Alejandría, como el primero. En su Comentario sobre la física de Aristóteles de 517, Filópono se desvía en muchos puntos de las posiciones de Aristóteles: los proyectiles continúan avanzando por el efecto de una fuerza impulsora transmitida por el lanzador (y no por el empuje del aire). El aire es un obstáculo para el movimiento de los proyectiles. El vacío existe y el movimiento en el vacío es posible.
Posteriormente, en La creación del mundo, Filópono se propone explicar los movimientos del universo usando la noción de «fuerza motriz» que ha propuesto previamente para el «mundo sublunar».

¿No podría Dios, que los creó, colocar en la Luna, el Sol y en los otros astros una fuerza motriz, como las fuerzas conferidas a los cuerpos pesados y a los cuerpos livianos? ...
La creación del mundo (I, 12)

La teoría será desarrollada luego por Avicena, Avempace, Al-Tusi, Buridan, Oresme, Juan de Kanty, Nicolás de Cusa y todavía es perceptible en Tartaglia.

### Desarrollo de Buridan
En los siglos XII y XIII, la teoría del ímpetu se encuentra a veces en los escritos de los estudiosos latinos, pero solo tiene algunos partidarios en el siglo XIII. En el siglo XIV la teoría del ímpetu era ya generalmente aceptada y, alrededor de 1320, era enseñada en la Universidad de París. Poco después, Jean Buridan la desarrolló tan ampliamente que debe ser considerado su principal promotor.
La formulación de la teoría de Buridan puede ser ilustrada mejor por una cita de sus Quaestiones sobre la física de Aristóteles:

Cuando un motor pone un cuerpo en movimiento, le implanta un cierto ímpetu, es decir, una cierta fuerza que permite al cuerpo moverse en la dirección en la que el motor lo inicia, ya sea hacia arriba, hacia abajo, hacia un lado o en un círculo. El ímpetu implantado aumenta en la misma proporción que la velocidad. Es a causa de este ímpetu que una piedra se mueva después de que el lanzador ha dejado de moverla. Pero debido a la resistencia del aire (y también por la gravedad de la piedra) que se esfuerza por moverla en la dirección opuesta al movimiento causado por el ímpetu, este se debilita todo el tiempo. Por lo tanto el movimiento de la piedra será gradualmente más lento, y finalmente el ímpetu es tan pequeño o débil que la gravedad de la piedra prevalece y la mueve hacia su lugar natural. En mi opinión, se puede aceptar esta explicación porque las otras explicaciones resultan falsas, mientras que todos los fenómenos están de acuerdo con esta.

En el siglo XX, el astrónomo e historiador de la ciencia Olaf Pedersen consideró que en las unidades seleccionadas adecuadamente de ímpetu se podría escribir de acuerdo con la fórmula: ímpetu = masa x velocidad, por lo que Buridan daría un significado preciso al ímpetu, un concepto que anteriormente era bastante vago.
Desde un punto de vista formal, este nuevo concepto en dinámica es igual a la cantidad de movimiento de la física clásica, pero en realidad ambos son muy diferentes porque juegan diferentes papeles en sus respectivas teorías dinámicas. Lo importante es que en el sentido medieval de la palabra, el ímpetu es una fuerza, con el mismo estatus físico que la gravedad (o ligereza), el magnetismo, etc. Sin embargo, la teoría bien podría haber allanado el camino para la noción de inercia que la reemplazará definitivamente en el siglo XVII. La cita de Buridan implica que sin ninguna resistencia, el ímpetu llevaría a velocidad constante a un proyectil a lo largo de una línea recta hasta el infinito, que es el tipo de movimiento descrito por la ley de inercia. Aunque el ímpetu es una fuerza en el sentido aristotélico (una causa de movimiento), bien podría haber hecho considerar a los filósofos el tipo de movimiento descrito por la primera ley de Newton.
La aplicación por Buridan de la teoría del ímpetu al movimiento de los proyectiles le condujo a una curva balística diferente de la dada por la teoría aristotélica. Buridan utilizó la teoría del ímpetu de una manera más bien extraña para explicar el movimiento acelerado por la caída libre. Inicialmente, sostiene que la gravedad sola actúa en el cuerpo que adquiere una pequeña velocidad. Pero esta velocidad implica un pequeño impulso que, con la gravedad, aumenta la velocidad, lo que aumenta la gravedad, y así sucesivamente. Esta extraña teoría fue adoptada más tarde por Nicolás Oresme.
Buridan también trató fenómenos tales como el rebote de la pelota sobre una pared, la vibración de la cuerda y el movimiento del péndulo. Que la teoría del ímpetu no puede ser considerada como un precursor directo del concepto de inercia es muy claro porque Buridan la aplica también sobre el movimiento circular. El ímpetu de un cuerpo ha estado considerado como una fuerza que tiende a mantener el movimiento inicial, rectilíneo o circular, una idea que sobrevivió en física por lo menos durante tres siglos, y hasta fue utilizada por Galileo.

### Alberto de Sajonia

Las tres etapas del ímpetu según Alberto de Sajonia.

La teoría del ímpetu dio lugar a discusiones apasionadas y de indiscutible interés práctico en el momento en que se desarrollaba la artillería: ¿Cuál es la forma precisa de la trayectoria de un proyectil?
Este problema fue estudiado más a fondo por otro erudito parisino, Alberto de Sajonia (1316-1390), que distinguió tres etapas diferentes en el movimiento de los proyectiles:
- Una etapa inicial en la que el ímpetu es dominante y la gravedad se considera insignificante. El resultado es un movimiento en línea recta.
- Una etapa intermedia en la que la gravedad se recupera y la trayectoria comienza a desviarse de la recta. Esta parte de la trayectoria se concibe a menudo como parte de un círculo.
- Y una etapa final donde el ímpetu está completamente agotado y la gravedad arrastra el proyectil hacia abajo a lo largo de una línea vertical.

Por otra parte, se considera que el movimiento natural hace adquirir un nuevo ímpetu a la piedra. En un principio se considera que el ímpetu natural combate el ímpetu violento inicial, después se considerará que el segundo ímpetu reemplaza gradualmente al primero. Esta concepción todavía primitiva de la mecánica es sin embargo muy importante, ya que conduce a una unificación de la concepción de los movimientos y a no efectuar una distinción entre el movimiento natural y el movimiento violento. Esto abrirá el camino a las concepciones modernas de la mecánica, con Galileo y Newton.